# Chinamiris rufescens
Chinamiris rufescens är en insektsart som beskrevs av Alan C. Eyles och Carvalho 1991. Chinamiris rufescens ingår i släktet Chinamiris och familjen ängsskinnbaggar. Inga underarter finns listade i Catalogue of Life.